# Épiais-lès-Louvres
Épiais-lès-Louvres egy község Franciaországban. Lakosainak száma 141 fő (2022. január 1.).

## Földrajza
Épiais-lès-Louvres Chennevières-lès-Louvres, Mauregard, Louvres, Roissy-en-France és Vémars községekkel határos.